# Црвеница
Црвеница је тип земљишта карактеристичан за медитеранске крашке пределе, тј. терене изграђене од кречњака који добијају знатну количину падавина. Црвеница је тзв. тешко тле, збијено, с мало хумусних материја. Али, црвеница лако упија и дуго задржава воду, што омогућује биљкама да на њој опстају и током сувог, жарког и дугог медитеранског лета. У стручној литератури црвеница је позната под италијанским називом terra rossa. Овај тип земљишта настаје растварањем кречњака и доломита и представља његов неразградиви остатак. Формира се по дну вртача, увала и крашких поља.
Црвеница се у Црној Гори јавља од Херцег Новог до ушћа Бојане. Изразита је у Зетској и Бјелопавлићкој низији. У Србији тера роса захвата мање просторе у Рашкој, Шумадији (Страгари и Топола), затим у Метохији и источној Србији.
Тера роса је глиновита, мрвичасте структуре. Садржај хумуса је око 1-3%. Садржи оксиде гвожђа и алуминијума, који јој дају црвену боју, због чега је и добила име. Спада у типска — развијена земљишта. На вишим надморским висинама прелази у гајњаче и подзоле захваљујући порасту количине падавина. Црвеница је погодна за гајење винове лозе и воћа (смоква, маслина и др).